# Noltea africana
Noltea és un gènere monotípic de la família de les ramnàcies. La seva única espècie és Noltea africana i és originària de Sud-àfrica. Es tracta d'una planta entre arbust, matoll o arbret que es distribueix des de la península del Cap fins a KwaZulu-Natal, a la zona nord-est de la regió del Cap. La podem trobar en matollars, valls arbustives i límits de boscos; es localitza normalment al llarg dels torrents. Es tracta d'una espècie relicte que actualment només és present en àrees de refugi que encara preserven un clima humit subtropical.
Les seves branques són vermelloses i les fulles es caracteritzen per ser alternes amb marges dentats. Floreix a la primavera i les seves flors són petites i blanques; s'agrupen en panícules a la part axil·lar de les fulles. A més a més, aquesta planta conté saponina (concretament, les fulles la contenen), i ha estat tradicionalment usada per a rentar la roba: creix convenientment a prop de rius i llacs, tot i que també a gran alçada i en matollars oberts.